# Xã Lafayette, Quận Coles, Illinois
Xã Lafayette (tiếng Anh: Lafayette Township) là một xã thuộc quận Coles, tiểu bang Illinois, Hoa Kỳ. Năm 2010, dân số của xã này là 4.822 người.